# BigWorld
BigWorld é uma companhia australiana fundada em 2002 que desenvolve MMOG e vende a sua própria engine de criação de jogos de MMO.

## Jogos produzidos usando tecnologia da BigWorld
- Tian Xia 2
- Stargate Worlds
- Hokuto-no-ken Online
- Interzone Futebol
- Kingdom Heroes 2 Online
- World of Tanks
- Relique
- Twinity
- Floral Fire Online
- Grandia Online
- Genesis: Journey to the West
- Heroes:Scions of Phoenix
- Twin Skies
- Zhengrong Tianxia
- Badao Online
- Xia Ke Lie Zhuan
- Kwari